# 索莫雄焦洛什
索莫雄焦洛什（匈牙利語：Szamosangyalos）是匈牙利索博尔奇-索特马尔-贝拉格州所辖的一个村。总面积8.09平方公里，总人口499，人口密度61.7人/平方公里（2011年1月1日）。